# Nucléotide
Ne doit pas être confondu avec Nucléoside.
Un nucléotide est une molécule organique qui est composée d'une base nucléique (ou base azotée), d'un ose à cinq atomes de carbone, dit pentose, dont l'association forme un nucléoside, et enfin de un à trois groupes phosphate.
L'adénosine triphosphate, dite ATP, est un nucléotide dont l'hydrolyse sous forme d'ADP et de phosphate libère une quantité d'énergie utilisée dans l'activité de la cellule animale ; plus généralement, sous la forme de dNTP (ATP, GTP, CTP, UTP), les nucléotides jouent un rôle central dans le métabolisme. Les nucléotides participent également à la signalisation cellulaire. Certains sont des cofacteurs ou coenzymes de réactions biochimiques.
Les nucléotides constituent l'élément de base d'un acide nucléique tel que l'ADN ou l'ARN.

Structure des nucléotides.

## Structure
Un nucléotide est composé de trois parties :
1. une base nucléique variable en fonction du type de nucléotide (purine ou pyrimidine) fixé à l'atome de carbone 1' du désoxyribose
2. un sucre à cinq atomes de carbone (pentose), désoxyribose pour l'ADN et ribose pour l'ARN
3. un groupement phosphate (ou acide phosphorique), identique pour les nucléotides de l'ADN et de l'ARN, fixé sur l'atome de carbone 5' du désoxyribose, (et à l'atome de carbone 3' du désoxyribose du nucléotide suivant)[1]

Ils sont appelés ribonucléotides si le sucre est du ribose, ou des désoxyribonucléotides si le sucre est du désoxyribose.

## Voie métabolique de formation

Biosynthèse des noyaux purine :
– est issu du groupe amine de l'acide aspartique
– sont issus du formiate
– sont issus du groupe amide de la glutamine
– sont issus de la glycine
– est issu de l'hydrogénocarbonate.

In vivo, les nucléotides peuvent être synthétisés de novo, ou recyclés par des voies de recyclages. Les nucléotides subissent une dégradation de telle sorte que des parties utiles peuvent être réutilisées dans des réactions de synthèse pour créer de nouveaux nucléotides. Le foie est le principal organe de la synthèse de novo des quatre nucléotides.
Les composants utilisés dans la synthèse nucléotidique de novo sont dérivés de précurseurs biosynthétiques du métabolisme des glucides et des acides aminés, ainsi que de l'ammoniac et du dioxyde de carbone. La synthèse de novo des pyrimidines et des purines suit deux voies différentes.
- Les pyrimidines sont d'abord synthétisées à partir d'aspartate et de carbamyl-phosphate dans le cytoplasme, jusqu'à la structure cyclique précurseur commune de l'acide orotique, sur laquelle une unité ribosyle phosphorylée est liée de manière covalente.
- Cependant, les purines sont d'abord synthétisées à partir de la matrice de sucre sur laquelle la synthèse cyclique se produit.

Pour référence, les synthèses des nucléotides purine et pyrimidine sont réalisées par plusieurs enzymes dans le cytoplasme de la cellule, et non au sein d'un organite spécifique.

## Nucléotides dans l'ADN et l'ARN
Les nucléotides constituent l'élément de base d'un acide nucléique tels que l'ADN ou l'ARN.
Ces deux types sont respectivement constitués uniformément de desoxyribose et de ribose, la base azotée étant en revanche variable.

Le β-D-2'-désoxyribofuranose.

Le sucre (ou ose, plus précisément ici un pentose) présent dans l’ADN est le β-D-2'-désoxyribose. Le préfixe « désoxy » signifie qu’il y a un groupe hydroxyle (-OH) en moins. En fait, sur la position 2 de tous les sucres composant l’ADN, l'hydroxyle est remplacé par un atome d'hydrogène (H).
En revanche, l'hydroxyle demeure présent dans l’ARN, où l'ose est le ribose.
Les nucléotides sont liés les uns aux autres par des liaisons phosphodiester.
L’enzyme assurant la liaison est l'ADN polymérase dans le cas de l'ADN, qui duplique un brin existant d'ADN, et l'ARN polymérase pour l'ARN, qui crée un brin d'ARN à partir d'un modèle d'ADN.
Puisque les phosphates et les sucres sont toujours les mêmes dans un acide nucléique donné, la nature du nucléotide est déterminée par la base nucléique qu’il contient. La séquence d'un brin d'ADN ou d'ARN peut donc se résumer à la succession des bases nucléiques présentes. Les cinq principaux nucléotides sont nommés selon leur base nucléique.
On trouve quatre bases nucléiques dans l'ARN : l'adénine, la guanine, la cytosine et l'uracile.
L'ADN est constitué de quatre désoxyribonucléotides différents correspondant à quatre bases nucléiques différentes :
- le dAMP, dont la base nucléique est l'adénine (A), une purine ;
- le dGMP, dont la base nucléique est la guanine (G), une purine ;
- le TMP[a], dont la base nucléique est la thymine (T), une pyrimidine ;
- le dCMP, dont la base nucléique est la cytosine (C), une pyrimidine.

Ils ont la particularité de s'unir deux à deux par complémentarité :
- le dAMP (adénine) avec le TMP (thymine) en établissant deux liaisons hydrogène ;
- le dCMP (cytosine) avec le dGMP (guanine) en établissant trois liaisons hydrogène.

L'ARN est constitué de quatre ribonucléotides différents correspondant à quatre bases nucléiques différentes :
- l'AMP, dont la base nucléique est l'adénine (A) ;
- le GMP, dont la base nucléique est la guanine (G) ;
- l'UMP, dont la base nucléique est l'uracile (U), une pyrimidine, il remplace le TMP qui n'apparaît que dans l'ADN ;
- le CMP, dont la base nucléique est la cytosine (C).

L'UMP s'apparie avec l'adénosine monophosphate (AMP).
La biologie de synthèse crée des nucléotides artificiels formant des paires de bases non naturelles à l'origine d'un code génétique étendu (en).

## ATP
L'adénosine triphosphate, ou ATP, est un nucléotide de stockage de l'énergie dans les cellules vivantes. Cette énergie est libérée par hydrolyse des groupements phosphates.

## Analogues des nucléotides
Comme pour les analogues de nucléosides, certaines molécules ont été synthétisées comme médicaments, constitués d'un nucléoside et d'un ou plusieurs groupes phosphates. Parmi ces molécules, on peut citer le sofosbuvir prescrit pour le traitement de l'hépatite C.

## Codes IUPAC
L'IUPAC a défini les codes suivants pour représenter les nucléotides des acides nucléiques et désoxyribonucléiques séquencés :
| Code IUPAC | Base nucléique        |
| ---------- | --------------------- |
| A          | Adénine               |
| C          | Cytosine              |
| G          | Guanine               |
| T (ou U)   | Thymine (ou Uracile)  |
| R          | A ou G                |
| Y          | C ou T (U)            |
| S          | G ou C                |
| W          | A ou T (U)            |
| K          | G ou T (U)            |
| M          | A ou C                |
| B          | C ou G ou T (U)       |
| D          | A ou G ou T (U)       |
| H          | A ou C ou T (U)       |
| V          | A ou C ou G           |
| N          | N'importe quelle base |
| . ou -     | vide                  |